# Ernest Holmes

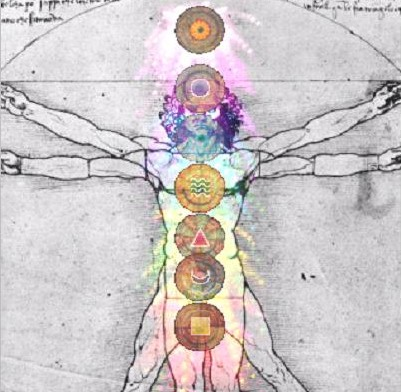

Ernest Holmes Shurtleff (1887 -1960), fue un escritor estadounidense. Fue el fundador de un movimiento conocido como Ciencias Religiosas, también conocido como "Ciencia de la Mente", una parte del movimiento Nuevo Pensamiento. Es muy conocido por ser el autor de La ciencia de la mente y muchos otros libros de metafísica, y como el fundador de la revista la Ciencia de la Mente, publicación en continuo desde 1927. Sus libros, las emisiones de radio y grabaciones son seguidas y han llegado a una audiencia de varios cientos de miles de personas en todo el mundo, y los principios que se enseñan, como su ciencia de la mente, han inspirado e influido a muchas generaciones de profesores y estudiantes de metafísica. Su influencia más allá del movimiento 'Nuevo pensamiento' puede verse en el movimiento de la autoayuda.